# O legendă din vremea lui Montrose
O legendă din vremea lui Montrose (în engleză A Legend of Montrose) este un roman istoric al scriitorului scoțian Walter Scott. 
Este plasat în Scoția în anii 1640 în timpul Războaielor celor Trei Regate. Formează, împreună cu Mireasa din Lammermoor, a treia serie Tales of My Landlord a lui Scott. Cele două romane au fost publicate împreună în 1819.

## Rezumat
Povestea are loc în timpul campaniei militare din 1644-1645 a Contelui de Montrose din Scoția, în numele regelui Carol I al Angliei, împotriva susținătorilor Mișcării Legământului care s-au alăturat Parlamentului englez în Războiul Civil Englez.

## Personaje
(caracterele principale cu caractere aldine)
- Contele de Menteith
- Anderson, servitorul lui; ulterior dezvăluit ca Conte de Montrose
- Dugald Dalgetty, din Drumthwacket
- Angus MacAulay de la castelul Darnlinvarach, laird din Kintail
- Allan, fratele lui
- Sir Miles Mulgrave și Sir Christopher Hall, invitații săi
- Donald, unul dintre servitorii lui
- Copiii lui Mist, freebooters
- Evan Dhu, din Lochiel
- Sir Duncan Campbell, din Ardenvohr
- Lady Campbell, soția lui
- Annot Lyle, ulterior se dezvăluie ca fiind fiica lui
- Lorimer, unul dintre servitorii lui
- MacCallan More, marchizul de Argyle
- Ranald MacEagh, un fiu al lui Mist
- Kenneth, nepotul lui
- MacIlduy, căpetenia familiei Cameron